# هنري هوارد (دبلوماسي)
هنري هوارد (بالإنجليزية: Henry Howard, 6th Duke of Norfolk)‏ (و. 1628 – 1684 م) هو دبلوماسي، وسياسي بريطاني، كان عضوًا في الجمعية الملكية، توفي عن عمر يناهز 56 عاماً.

## مناصب
تولى منصب سفير
.

## التعليم
تعلم في كلية سانت جونز
.

## جوائز
حصل على جوائز منها:

زميل في الجمعية الملكية